# Distrito de Alberta
O Distrito de Alberta foi um dos quatro distritos dos Territórios do Noroeste criados em 1882. Era chamado de Distrito Provisório de Alberta para distingui-lo do Distrito de Keewatin, que possuía uma relação mais autônoma da administração dos Territórios do Noroeste. O Distrito de Alberta por fim formaria a parte sul da Província de Alberta quando esta foi criada em 1905.